# 1937 (Star Trek: Voyager)
„1937” (titlu original: „The 37's”) este primul episod din al doilea sezon al serialului TV american SF Star Trek: Voyager. Este al 17-lea episod în general al serialului. A avut premiera la 28 august 1995 pe canalul UPN. Datorită programelor de lansare diferite, a fost lansat și ca episodul final al primului sezon în alte țări. A fost regizat de James L. Conway.

## Prezentare
Un grup de oameni din anii 1930 este găsit pe o planetă abandonată. Aceștia se află în stază (hypersomn), printre ei se află și Amelia Earhart, cea care a dispărut pe 2 iulie 1937 în Pacific.

## Rezumat
Echipajul Voyager ia urma unui SOS terestru antic care duce către o planetă de clasa L a cărei interferență atmosferică necesită aterizarea navei pentru investigări. La suprafață, căpitanul Janeway (Kate Mulgrew) conduce o echipă pentru a descoperi sursa transmisiei: un avion Lockheed Model 10 Electra cu un generator extraterestru adăugat pentru a susține SOS-ul. Alăturându-se echipei comandantului Chakotay (Robert Beltran), echipajul găsește o „cameră de criostază” care conține opt oameni păstrați din anii 1930, inclusiv Amelia Earhart (Sharon Lawrence) și navigatorul ei, Fred Noonan (David Graf). 
După resuscitare, Noonan folosește o armă pentru a ține ostatici ofițerii Voyager, neîncrezând povestea lor și insistând să vorbească cu J. Edgar Hoover. Janeway îi vorbește lui Earhart și explică semnificația ei pentru istoria umană și pentru Janeway însăși; Earhart, în calitate de șef al lui Noonan, îi spune să coopereze, iar unii dintre ei ies din peșteri. Afară, izbucnește o luptă între echipa Voyager și trei figuri cu glugă. Janeway flanchează atacatorii și îi dezarmează; aceștia sunt oameni și sunt surprinși că și Janeway este om. Ei au presupus că Voyager este o navă aparținând unei specii extraterestre numită Briori.
Janeway află că Briori au vizitat Pământul în 1937 și au răpit aproximativ 300 de oameni, ducându-i în Cuadrantul Delta pentru a-i folosi ca sclavi. Mai târziu, oamenii s-au răzvrătit cu succes împotriva Briorilor, care au fugit și nu s-au mai întors. Cincisprezece generații mai târziu, există mai mult de 100.000 de oameni care trăiesc în trei orașe de pe planetă. Ultimii opt oameni aflați în criostază au fost considerați morți de ceilalți, care au ajuns să venereze pe cei din 1937  ca „monumente ale strămoșilor [lor]”.
Coloniștii nu le pot oferi tehnologia Briori care i-a adus acolo, deoarece strămoșii lor au distrus nava extraterestră cu mult timp în urmă, dar se oferă să accepte oricare membru din echipajul Voyager în societatea lor. Janeway se confruntă, așadar, cu o criză de conștiință cdacă îi poate condamna pe toți cei de pe Voyager la călătoria de 70 de ani spre casă pe Pământ. Cu toate acestea, dacă unii decid să rămână aici, nava nu poate fi condusă cu mai puțin de 100 de membri. Între timp, Earhart spune că, la fel de mult pe cât admiră 'Voyager și dorește să afle mai multe despre navă, ea și cei din 1937 simt o afinitate mai puternică față de oamenii de pe planetă și toți vor rămâne cu urmașii lor. În cele din urmă, Janeway permite echipajului ei să decidă singuri și toți aleg să rămână la bord.

## Actori ocazionali
- John Rubinstein - John Evansville[4]
- David Graf - Fred Noonan
- Mel Winkler - Jack Hayes[5]
- James Saito - Nogami[4]
- Sharon Lawrence - Amelia Earhart